# Făurei
Făurei es una ciudad con estatus de oraș de Rumania en el distrito de Brăila.

## Geografía
Se encuentra a una altitud de 42 m s. n. m. a 138 km de la capital, Bucarest.

## Demografía
Según estimación 2012 contaba con una población de 4 287 habitantes.
| 1948 | 1956 | 1966 | 1977  | 1992  | 2002  | 2012  |
| s/d  | s/d  | s/d  | 3 574 | 4 356 | 4 097 | 4 287 |